# Jean Duplessis-Bertaux

Jean Duplessis-Bertaux: Porträt (Öl auf Leinwand) von Louis-Léopold Boilly (1761–1845)

Jean Duplessis-Bertaux (* 1747 in Paris; † 1820 in Paris), unter anderem auch Jean Duplessi-Bertaux, Duplessi-Bertaux, Duplessis-Bertaux, J. D. Bertaux oder Duplessis Berthault genannt, war ein französischer Zeichner, Radierer und Maler, der viele Bücher illustriert hat und außerhalb Frankreichs vor allem mit seinen vielen Darstellungen von Szenen der Französischen Revolution (in Paris wie auch in der Provinz) bekannt geworden ist. Neben diesen «revolutionären» Wiedergaben hat Duplessis-Bertaux aber auch unzählige andere Bilder geschaffen und ist, vor allem als Zeichner wohl, während seines gesamten Lebens ungemein produktiv gewesen. Von seinen näheren Lebensumständen ist sehr wenig bekannt; nicht einmal Geburts- und Todesjahr sind sicher belegt.

## Lebensabriss

Charlotte Corday: Ein Porträt in Aquatintatechnik von Charles François Gabriel Levachez. Darunter als Vignette die Szene des Attentats auf Marat gezeichnet und gestochen von Duplessis-Bertaux (1798). Das Bild ist in den Tableaux historiques de la Révolution française abgebildet

Die Begabung von Duplessis-Bertaux zeigte sich schon sehr früh. Bereits als Siebenjähriger soll er recht gute Zeichnungen gemacht haben, von denen wohl noch Exemplare in der Historischen Bibliothek von Paris zu finden sind.
Mit Hilfe eines königlichen Stipendiums studierte er ab dem Jahr 1762 zunächst Malerei bei Joseph-Marie Vien (1716–1809). Er brach das Studium aber irgendwann ab und begann dann eine Ausbildung bei dem bekannten Kupferstecher Jacques-Philippe Le Bas (1707–1783), die er, wie sein späteres Lebenswerk beweist, erfolgreich absolvierte. Unter den bedeutenden Radierern und Zeichnern interessierte sich Duplessis-Bertaux neben Stefano della Bella (1610–1664) und Sébastien Le Clerc (1637–1714) sehr stark für Jacques Callot (1592–1635), mit dem er später oft verglichen worden ist und der Callot de nos jours (Callot von heute) in Frankreich genannt wurde. In der Malerei soll sich Duplessis-Bertaux sehr für die Arbeiten des Barockmalers Jean Le Clerc (1586–1633) interessiert haben. Um sich zu üben, hat er für seine frühen Radierungen (oft religiöse) Werke von Peter Paul Rubens (1577–1640), Charles Le Brun (1619–1690) und noch einigen anderen Malern kopiert.
Von 1770 bis 1776 ist Duplessis-Bertaux Zeichenlehrer an der École militaire (Militärschule) in Paris gewesen. Danach hat er in den kommenden Jahren und Jahrzehnten sich seinen Lebensunterhalt mit dem Illustrieren von Büchern der unterschiedlichsten Art verdient. Darunter war zum Beispiel eine ganz berühmte Buchreihe mit dem Titel Recueil des meilleurs contes en vers (Sammlung der besten Geschichten in Versen) des Verlegers Hubert Cazin (1724–1795) aus dem Jahr 1778, in der die Texte berühmter französischer Autoren abgedruckt waren; oder im Jahr 1782 das Buch Voyage e Grèce et en Orient (Reise nach Griechenland und in den Orient) des Grafen Choiseul-Gouffier, der als Althistoriker damals auch in Deutschland sehr beachtet worden ist; oder auch noch das von 1781 bis 1786 veröffentlichte fünfbändige Werk Voyage pittoresque ou Description des Royaumes de Naples et de Sicilie (Malerische Reise oder Die Beschreibung der Königreiche von Neapel und Sizilien) des Schriftstellers und Kunstliebhabers Jean-Claude Richard de Saint-Non (1727–1791).

Sägewerker: Radierung von Duplessis-Bertaux um 1814. Eines der hundert Genrebilder aus der Recueil de cent Sujets de divers genres

Während der Französischen Revolution von 1789 bis 1799 hat Jean Duplessis-Bertaux als Zeichner und Stecher ungemein viel gearbeitet, um die zum Teil recht aufregenden Ereignisse festzuhalten. Und in diesem in der Wiedergabe von Revolutionsszenen unerschöpflichen Duplessis-Bertaux kann man wohl so etwas wie einen Bildberichterstatter der Französischen Revolution sehen. Als Maler ist er in dieser Zeit (und wohl auch überhaupt) weniger produktiv gewesen, hat aber immerhin einige bekannte Gemälde geschaffen von denen eines wohl in keiner illustrierten Veröffentlichung der Revolution fehlen wird: Der Sturm auf die Tuilerien am 10. August 1792.
Eine Zeitlang (von 1792 bis 1795 etwa) soll Duplessis-Bertaux auch Offizier in der französischen Armee gewesen sein und mehrmals in der Bretagne gegen die Chouans gekämpft haben; während der turbulenten Ereignisse im Jahr 1794 ist er (kurzfristig wohl) inhaftiert gewesen.
Auch Ausläufer der Französischen Revolution wie zum Beispiel der Italienfeldzug von Napoleon Bonaparte sind von Duplessis-Bartaux dargestellt worden, wofür er nach eigenen Zeichnungen und Bildern von Carle Vernet (1758–1836) und Charles Monnet (1732–1808) unzählige Radierungen geschaffen hat. Auch Bücher mit schöngeistigem Inhalt sind von ihm illustriert worden; so zum Beispiel im Jahr 1797 der Werther von Goethe. Aus dem langen Werkverzeichnis, das der französische Kunsthistoriker Emmanuel Bénézit von Duplessis-Bartaux veröffentlicht hat, ist zu ersehen wie produktiv dieser Künstler gewesen ist.

Englischer Kanonier: Kolorierter Stich (1816) aus der Uniformserie

Zum Ende seines Lebens hin hat Jean Duplessis-Bertaux noch die Veröffentlichungen zweier herausragender Werke erlebt, in denen viele seiner Darstellungen enthalten waren: Im Jahr 1814 die Recueil de cent Sujets de divers genres (Eine Sammlung von hundert Genrebildern) und drei Jahre später die Tableaux historiques de la Révolution française (Historische Tabellen der Französischen Revolution). Die hundert Genrebilder sind alle von Duplessis-Bertaux gezeichnet und gestochen worden, bei den Tableaux, den Revolutions-Tabellen, sind von ihm einhunderteinundzwanzig Stiche enthalten. Außerdem ist für diese letzte Lebensphase von Duplessis-Bertaux noch erwähnenswert, dass im Jahr 1816 in Paris eine Uniformserie von ihm in mehreren Lieferungen veröffentlicht wurde. Im Titel dieser Lieferungen war angekündigt, dass eine Sammlung aller Uniformen der alliierten Armeen (Recueil des principaux costumes militaires des armees alliees), die Frankreich (Paris) damals besetzt hielten, zusammen mit denen der französischen Armee dargestellt werden sollten. Veröffentlicht worden sind aber wohl nur (auf sechsunddreißig Bildern) die Uniformen von Soldaten der englischen, russischen und preußischen Armee und es ist anzunehmen, dass Duplessis-Bertaux die geplante Arbeit nicht hat vollenden können. — Das letzte von Jean Duplessis-Bertaux illustrierte Buch erschien postum im Jahre 1823: Das Album de la jeunesse (Album für die Jugend), eine Sammlung kurzer Prosastücke verschiedener Autoren, die von ihm mit einigen Bildern, unter denen sich auch ein Selbstporträt befinden soll, und etwas Buchschmuck versehen worden ist.

## Sekundärliteratur
- Petra & Uwe Nettelbeck: Charlotte Corday: Ein Buch der Republik: Mit einer Porträtgalerie der Revolution nach Levacher und Duplessis-Bertaux, DELPHIN verlegt bei Franz Greno, Nördlingen 1989
- Friedrich Sieburg: Robespierre, Deutsche Buch-Gemeinschaft, Stuttgart/Darmstadt/Wien 1960